# Samory Fraga
Samory Fraga, född 29 november 1996, är en friidrottare från Brasilien. Han deltog vid olympiska sommarspelen 2020.